# Philip Musard
Philip Musard é um compositor e maestro francês, nascido em 8 de novembro de 1792, em Tours. 
A primeira parte de sua carreira foi aconteceu na cidade de Londres, onde foi regente da orquestra da Rainha Vitória.